# サンパウロ地下鉄15号線
15号線 - シルバー（15ごうせんシルバー、英: Line 15 - Silver、葡: Linha 15 - Prata）は、ブラジル連邦共和国サンパウロ州サンパウロ市にあるサンパウロ地下鉄の路線である。ラインカラーは銀色。
当路線は、ボンバルディア社製Innovia Monorail 300向けのローンチカスタマーであり、南アメリカにおける最初の大量輸送機関モノレールとして建設され、完成時には世界で最大かつ最高定員数のモノレール・システムとなる予定である。
ヴィラ・プルデンテ駅からオラトーリオ駅までが最初の区間として2014年8月30日に部分開業しており、運行当初は週末のみの午前10:00 - 午後3:00に列車が運行されていた。
当路線の完成時には、イピランガ駅を起点とし、将来のホスピタル・シダーデ・チラデンテス駅を終点とする、延長約27km、駅が18駅の新路線となる。
当路線は、2号線（グリーン）ならびにサンパウロ都市圏鉄道会社 (CPTM) 10号線（ターコイズ）への乗り換えが可能となる予定である。

## 歴史
- 2009年12月 - 15号線の建設開始。
- 2014年
  - 8月30日 - ヴィラ・プルデンテ - オラトーリオ間 (2.9 km)。午前10:00 - 午後3:00の土日のみ運行開始。
  - 12月20日 - ヴィラ・プルデンテ - オラトーリオ間 (2.9 km)。午前9:00 - 午後2:00の毎日運行開始。

## 駅一覧
| 駅コード | 駅名                               | プラットホーム | 位置 | 接続路線                                           | 行政区             |
| -------- | ---------------------------------- | -------------- | ---- | -------------------------------------------------- | ------------------ |
| VPM      | ヴィラ・プルデンテ (Vila Prudente) | 島式ホーム     | 高架 | 2号線（グリーン） およびアーバン・バス・ターミナル | ヴィラ・プルデンテ |
| ORA      | オラトーリオ (Oratório)            | 島式ホーム     | 高架 | -                                                  | アグア・ラサ       |